# Ainė Raupelytė
Ainė Raupelytė (* 28. Juli 2000 in Vilnius) ist eine litauische Volleyball- und Beachvolleyballspielerin.

## Karriere Halle
Raupelytė stand von 2019 bis 2021 als Diagonalangreiferin im Kader der Universitätsmannschaft von Vilnius. Nachdem die erste dieser Spielzeiten coronabedingt abgesagt wurde, erreichte das Hauptstadtteam in der folgenden Saison den fünften Platz und wurde ein Jahr später Dritter der litauischen Meisterschaft.

## Karriere Beach
Mit ihrer ersten Partnerin Ariana Rudkovskaja wurde Ainė Raupelytė 2019 Neunte bei den Europameisterschaften der unter Zwanzigjährigen und Siebte bei den nationalen Titelkämpfen in ihrem Heimatland. Mit Jekaterina Kovalskaja konnte sie dieses Resultat ein Jahr später um vier Plätze verbessern und stand im Finale der litauischen Studentenmeisterschaft. Mit ihrer ersten Partnerin erreichte die in der litauischen Hauptstadt geborene Athletin 2021 den fünften Rang bei der U22-EM. Neben überschaubaren Ergebnissen in der folgenden Saison mit Skalvė Križanauskaitė bei einigen Future Turnieren und einem Challenge Event gelang Raupelytė bei der einzigen Veranstaltung, bei der sie mit Rugile Grudzinskaite antrat, der erste Sieg in ihrer Karriere. Beim Leclerc baby Cup im estnischen Võru verwiesen sie ihre Landsfrauen Lilija Frelik und Vlada Oganauskiene auf den zweiten Rang.
Im Dezember 2022 traten Ainė Raupelytė und Monika Paulikienė zum ersten Mal gemeinsam bei einem Beachturnier an und erreichten als Dritte das Podest beim Future in Den Haag. Beim Challenge in La Paz war das Achtelfinale Endstation für die beiden. Nachdem sie im brasilianischen Itapema die Qualifikation nicht überstanden, lief es eine Woche später beim Challenge in Saquarema mit dem Erreichen der Vorschlussrunde wesentlich besser. Die Europameisterschaft 2023 endete für die beiden im Viertelfinale. Es folgten der für Raupelytė erste litauische Meistertitel und ein weiteres Semifinale in Haikou.
2024 standen die beiden zum ersten Mal bei einem Challenge auf dem Treppchen. In Recife erkämpften sie Bronze, während sie in Xiamen knapp die Medaillenränge verpassten. Bei Elite16-Turnieren kamen sie jedoch vor den Olympischen Spielen nicht über die Vorrunde hinaus. Einige Male scheiterten sie auch schon in der Qualifikation. Im Juni standen sie zum zweiten Mal gemeinsam im Endspiel ihrer Landesmeisterschaft. In Paris blieben sie dagegen satz- und sieglos. Wesentlich besser lief es bei den beiden folgenden Events. Bei den Europameisterschaften gewannen sie ungeschlagen ihre Gruppe und besiegten anschließend zum zweiten Mal in diesem Wettbewerb die Klinger Schwestern Ronja und Dorina sowie Barbora Hermannová und Marie-Sára Štochlová. So konnten sie ihr Vorjahresergebnis noch um einen Platz steigern. In Hamburg wurden sie Poolzweite und bezwangen in der Round of 12 Orsi Toth / Bianchi. Das Erreichen des Viertelfinales war ihr bestes Resultat, dass ihnen bis zu diesem Zeitpunkt jemals bei einem Elite16 gelungen war. Nach den Plätzen neun in João Pessoa und dreizehn in Rio de Janeiro bei den brasilianischen Elite16-Turnieren erreichten Raupelytė/Paulikienė im November beim Challenge-Turnier in Chennai den vierten Platz.